# Wadh
Wadh é uma cidade do Paquistão localizada no distrito de Khuzdar (distrito)|Khuzdar, província de Baluchistão.
Khuzdar é a cidade natal do chefe da tribo Mengal, Sardar Attaullah Mengal. 
O Clima é semi-árido com verões quentes e invernos moderados.

## Demografia
A maioria dos habitantes pertencem a poderosa tribo Mengal. 
A maior parte da população é muçulmana e uma pequena parte hindu. 
A grande maioria da população fala Brahui.
- Homens: 5.941
- Mulheres: 5.164

(Censo 1998)